# Крюк сверху
Крюк сверху (вьет. dấu hỏi) — диакритический знак, используемый во вьетнамском языке для обозначения тона.

## Использование

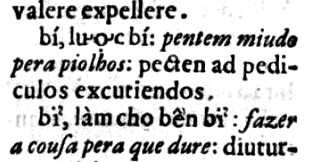
Dictionarium Annamiticum Lusitanum et Latinum Александра де Рода, обратите внимание на слово bí без титтла и на слово bỉ с титтлом.

Во вьетнамской латинице (тьы куокнгы) обозначает звук нисходяще-восходящий тон (вьет. thanh hỏi), в русской литературе также называемый «вопросительным». Впервые этот символ был употреблён во вьетнамском словаре Dictionarium Annamiticum Lusitanum et Latinum. Примечательно, что в нём он находился сверху справа от буквы и не вытеснял точку над i, хотя сейчас он обычно находится строго сверху.